# Fantastic (rivista)

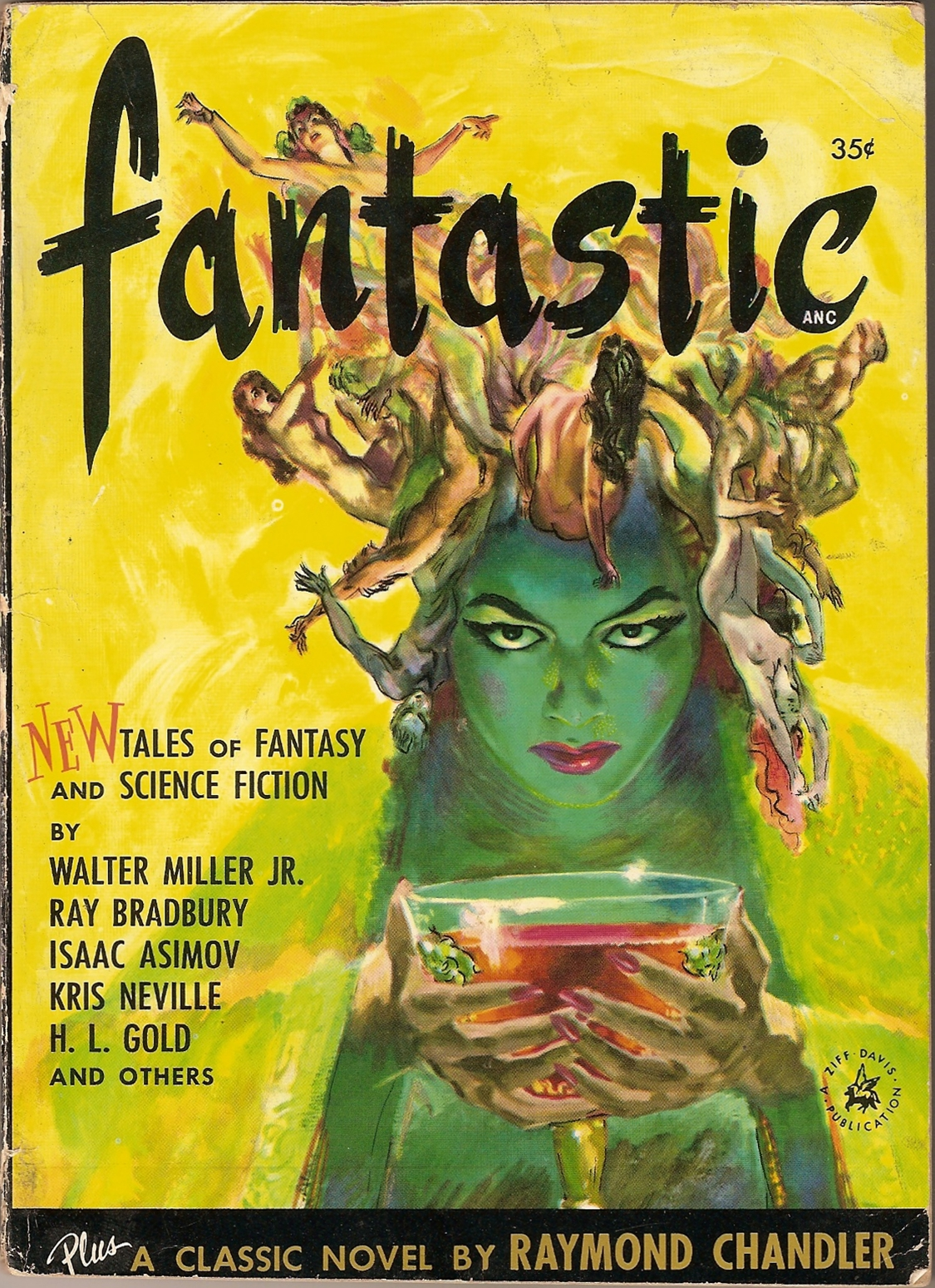
Copertina del primo numero di Fantastic, dell'estate 1952, realizzata da Barye Philips e L. R. Summers.

Fantastic era una rivista statunitense di fantasy e fantascienza, in formato digest, pubblicata dal 1952 al 1980.
Il titolo è cambiato più volte e spesso è stato dato in modo incoerente tra la copertina, il dorso, l'indice e il colophon.

## Storia
Fu fondata dalla casa editrice Ziff Davis per affiancare alle loro rivista pulp di fantascienzaad Amazing Stories e Fantastic Adventures, un prodotto orientato al fantasy.
Le vendite iniziali furono così buone che l'editrice decise rapidamente di cambiare anche il formato di Amazing da pulp magazine a digest e di cessare la pubblicazione di Fantastic Adventures.
Tuttavia, nel giro di pochi anni le vendite calarono e i conseguenti tagli al budget limitarono la qualità delle storie.
Fantastic iniziò a stampare fantascienza insieme alla fantasy, la tiratura tornò ad aumentare ma Howard Browne, il direttore, che non era un appassionato di fantascienza, perse interesse nella rivista che, durante la metà degli anni '50, pubblicò fiction di scarsa qualità sotto Browne e il suo successore, Paul W. Fairman.
Alla fine degli anni '50, Cele Goldsmith subentrò come direttore sia di Fantastic che di Amazing Stories e rinvigorì rapidamente le riviste, portando molti nuovi scrittori e trasformandole, secondo le parole di uno storico di fantascienza, nelle riviste "più belle e brillanti" del genere.
Goldsmith aiutò, all'inizio della carriera, scrittori come Roger Zelazny e Ursula K. Le Guin, ma non fu in grado di aumentare la tiratura e nel 1965 le riviste furono vendute a Sol Cohen che assunse Joseph Wrzos come direttore e adottò una politica di sole ristampe".
Ciò ebbe successo finanziariamente, ma portò Cohen in conflitto con i neonati Science Fiction Writers of America.
Dopo un periodo turbolento alla fine degli anni '60, Ted White divenne direttore e le ristampe furono gradualmente eliminate.
White lavorò duramente per portare la rivista al successo, introducendo opere di artisti divenuti noti con i fumetti e lavorando con nuovi autori come Gordon Eklund.
Il suo budget per la fiction era basso, ma occasionalmente riusciva a trovare buone storie di scrittori famosi che erano state respinte da altri.
Tuttavia la circolazione continuò a diminuire e nel 1978 Cohen vendette la sua metà dell'azienda al suo socio, Arthur Bernhard.
White si dimise poco dopo e fu sostituito da Elinor Mavor, ma entro due anni Bernhard decise di chiudere Fantastic fondendola con Amazing Stories, che aveva sempre avuto una tiratura leggermente maggiore.